# Haeundae I'Park
Haeundae I'Park là một khu phức hợp bốn tòa nhà chọc trời ở Busan, Hàn Quốc bao gồm ba tòa tháp căn hộ chung cư và một tòa tháp văn phòng. Tháp 1 và 2 đều nằm trong nhóm 20 tòa nhà cao nhất hoàn thành vào năm 2011 và tháp 2 hiện là tòa nhà cao thứ 102 trên thế giới.